# Синя глава
Синя глава (на сръбски: Сиња Глава) е село в Сърбия, част от Община Пирот. Населението на селото през 2011 година е 56 души, етнически сърби.

## Население
- 1948 – 537 жители
- 1953 – 554 жители
- 1961 – 461 жители
- 1971 – 396 жители
- 1981 – 299 жители
- 1991 – 190 жители
- 2002 – 138 жители
- 2011 – 56 жители